# Sun Lutang

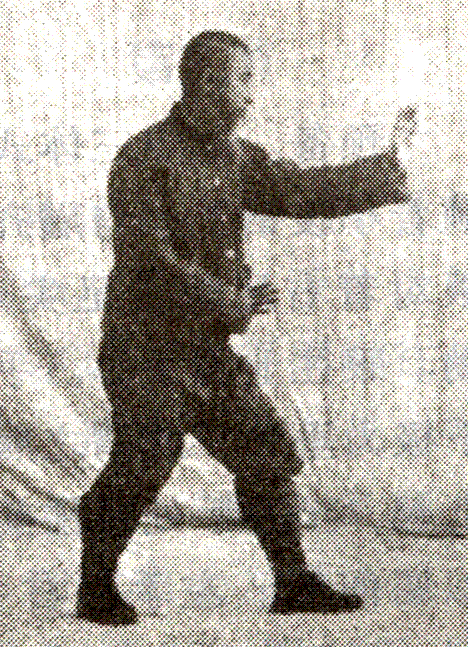
Sun Lu Tang na postura de Xingyiquan conhecida como "San Ti Shi".

Sun Lutang  (Sun Lu-t'ang 孫祿堂, 1861 - 16 de dezembro de 1933) é o criador do Tai Chi Chuan estilo Sun (孫家).
Nasceu em 1861 no condado de Wan, perto da cidade de Bao Ding, na província de Hebei, China.

## Biografia
De família modesta de camponeses e muito inteligente, aos dez anos começou aprender arte marcial com seu primeiro instrutor, Mestre Wu, um expert em Shaolin e em Ba Ji Quan, assim como nas dezoito armas.
Com quinze anos, conheceu Li Kui Yuan (李魁元), que havia sido aluno do grande Guo Yun Shen (郭雲深). Li, reconhecendo suas habilidades em artes marciais, se ofereceu a ensiná-no Xing Yi Quan. Após três anos de árduo treinamento, foi aceito formalmente como discípulo ingressando então na sétima geração dessa família de Xing Yi Quan (a linhagem então seria essa: Ji Ji Ke, o criador da arte, que passou para Cao Ji Ju, que passou para Dai Long Bang, que passou para Li Neng Ran, que passou a Guo Yun Shen , que passou a Li Kui Yuan , e este a Sun Lu Tang). Em 1882, Li Kui Yuan lhe disse ter ensinado tudo que sabia e, se quisesse aprender mais sobre Xing Yi Quan, ele poderia lhe apresentar seu próprio mestre, Guo Yun Shen. Então, mestre e discípulo se derigiram à cidade de Ma, condado de Shen.
Sun ficou oito anos morando com Guo Yun Shen, como discípulo e praticando Xing Yi Quan em tempo integral. A história desses anos de aprendizado está repleta de feitos memoráveis do jovem Sun, assim como de anedotas fantásticas de domínio público, que exaltam seu talento incontestável. Tornou-se herdeiro formal da linhagem aos trinta anos.
Aos trinta anos Guo o mandou a Beijing aprender Ba Gua Zhang com Cheng Tinghua (程延華). Ficou três anos com Cheng, depois viajou estudando taoísmo, confucionismo e budismo.
Estudou Tai Ji Quan com Hao Wei Zhen (郝為眞).

### Instrutor na Faculdade de Educação Física de Beijing
Sun Lutang foi convidado pelos Mestres Yang Shaohou, Yang Chengfu e Wu Chienchuan a unir-se ao grupo de instrutores do Instituto de Pesquisa da Faculdade de Educação Física de Beijing, onde ensinavam Tai Chi publicamente desde 1914.
Sun lecionou neste local junto com Wu Chienchuan e os irmãos Yang até 1928. Este pode ser considerado um período seminal no desenvolvimento das formas modernas dos estilos de Tai Chi Chuan Yang, Wu e Sun.
Foi um dos maiores mestres das artes marciais da história da China; teve muitos alunos, os quais passaram adiante seu ensino.

### Passagem
Segundo relato da família, Sun Lu Tang utilizou O Yi Jing (livro das mutações) para predizer a data e o horário exato de sua morte. No dia 16 de dezembro de 1933, parou de se alimentar, disse aos filhos que havia entrado nesse mundo vazio e assim o deixaria, sentando em postura de meditação.
Três vezes abriu os olhos e perguntou que horas eram, na terceira, disse "adeus", fechou os olhos e deixou este mundo.

## Escritos sobre artes marciais chinesas
Erudito e conhecedor dos grandes mestres da literatura chinesa, escreveu e publicou cinco livros sobre artes marciais:
- Xingyiquan xue ("Um estudo sobre o xingyiquan"), 1915
- Baguaquan xue ("Um estudo sobre o xaguazhang"), 1916
- Taijiquan xue ("Um estudo sobre o tai chi chuan"), 1921
- Baguajian xue ("Um estudo sobre a espada bagua"), 1927
- Quanyi Shuzhen ("Uma explicação sobre a essência da luta")

Também escreveu "Um estudo sobre a lança (Qiang) Xingyi", obra ainda não publicada.

## Páginas externas
- (em francês) Biografia de Sun Lu Tang, com fotos